# Jorge Galán
Jorge Enrique Galán (* 19. Oktober 1956 in Pellegrini, Buenos Aires) ist ein aus Argentinien stammender Mediziner, der an der Yale University lehrt und sich mit der pathogenen Wirkungsweise insbesondere von Salmonellen befasst.
Galan wurde 1980 in Veterinärmedizin an der Nationaluniversität von La Plata promoviert. 1981 ging er in die USA und wurde 1986 an der Cornell University promoviert (Studies on the immune response of the horse to the M protein of Streptococcus equi). Er ist Professor für Zellbiologie und mikrobiologische Pathogenese am Boyer Center for Molecular Medicine der Yale University Medical School (Lucille P. Markey Professor of Microbial Pathogenesis).
2011 erhielt er den Robert-Koch-Preis für seine Erforschung der molekularen Mechanismen der Pathogenität von bestimmten Bakterien, insbesondere Salmonellen und Campylobacter, dem biochemischen Wechselspiel von Wirtszellen und Krankheitserregern und den Veränderungen, die das Bakterium in der Wirtszelle auslöst (im Fall der Salmonellen zum Beispiel der Auflösung des Actin-Skeletts der Microvilli). Im Fall der Salmonellen zeigte er wie das Bakterium eine Art molekulare Spritze (Typ III Sekretionsapparat) benutzt, mit der sie eine fein abgestimmte Abfolge von Proteinen in die Epithelzellen des Darms injiziert. Das Typ-III-Sekretionssystem ist dabei aus dem Flagellum-System entstanden und existiert auch bei anderen Bakterien. Galan beschäftigte sich seit Anfang der 1990er Jahre mit Salmonellen. 1992 entdeckte er an der State University of New York at Stony Brook, dass sie zum Eindringen in die Zelle an die EGF-Rezeptoren andocken.
2002 erhielt Galán den Hans-Sigrist-Preis der Universität Bern, 2009 wurde er zum Mitglied der Deutschen Akademie der Naturforscher Leopoldina gewählt, 2012 zum Mitglied der National Academy of Sciences, 2019 zum Mitglied der National Academy of Medicine und 2023 zum Mitglied der American Academy of Arts and Sciences. Er ist Fellow der American Association for the Advancement of Science.